# Warpath
James Proudstar, conocido primero como Thunderbird y luego como Warpath —Ave de Trueno y Sendero de Guerra, respectivamente, en España—, es un superhéroe ficticio que aparece en los cómics estadounidenses publicados por Marvel Comics, comúnmente en asociación con los X-Men. Proudstar apareció por primera vez como el segundo Thunderbird en New Mutants # 16 ( junio de 1984).
Originalmente culpando a los X-Men por la muerte de su hermano, Thunderbird, se unió al grupo de villanos, Hellions para vengarse. Más tarde, reconsideró sus puntos de vista y se convirtió en un miembro de larga data de los militantes X-Men que se unieron a Fuerza-X. Después de un largo viaje al Imperio Shi'ar con los Imposibles X-Men, Warpath se convirtió en miembro de la nueva encarnación de Fuerza-X, pero se fue después de los eventos de Necrosha. 
Un apache nativo americano, Proudstar posee fuerza y velocidad sobrehumanas mutantes. Sus poderes se parecen a los de su hermano mayor, Thunderbird, miembro de los X-Men de corta vida, aunque los niveles de poder de Warpath son mucho más altos. Warpath es uno de los pocos mutantes que retienen sus poderes después de la Disminución. 
Warpath apareció en la película de 2014, X-Men: días del futuro pasado, interpretado por Booboo Stewart. 

## Historial de publicaciones
Proudstar apareció por primera vez como el segundo Thunderbird en New Mutants # 16 ( junio de 1984 ), creado por el escritor Chris Claremont y el artista Sal Buscema. El personaje apareció inicialmente como un antagonista de los Nuevos Mutantes y X-Men, pero finalmente se unió a los Nuevos Mutantes en el número 99 de esa serie, y el equipo se conoció como Fuerza-X en el primer número de esa serie. El personaje apareció regularmente como miembro de ese equipo durante la mayor parte de la duración del título.

## Biografía ficticia

### Origen
James Proudstar nació en la reserva Apache en Campo Verde, Arizona.
Es el hermano de John Proudstar, alias Ave de Trueno, que fue miembro de los X-Men. John fue asesinado en una de las primeras misiones del equipo, y James culpa al fundador de los X-Men, el Profesor X, por el hecho de que su hermano se haya unido a los X-Men.

### Thunderbird
Buscando venganza por la muerte de su hermano, James es reclutado para los Hellions de Emma Frost. Como Hellion, James choca con los Nuevos Mutantes y Kitty Pryde, pero para su disgusto, Frost siente que no están listos para enfrentarse a los X-Men adultos. James desafía las órdenes de Frost, se pone el disfraz de su hermano y secuestra al ex-hombre de Banshee para atraer al equipo al Complejo de Montaña Cheyenne, donde John fue asesinado. Sin embargo, cuando llega la oportunidad de matar al Profesor X, James descubre que tiene demasiadas dudas sobre cómo John se unió a los X-Men. James se reconcilia con los X-Men; El Profesor X le ofrece la membresía en los Nuevos Mutantes, pero él declina por lealtad a sus amigos en los Hellions.
Meses más tarde, James abandona los Hellions y regresa a casa a la reserva de su familia. Cable le hace otra oferta para unirse a los Nuevos Mutantes, pero él lo rechaza. Después de una reunión en la ciudad de Nueva York, James regresa a casa para encontrar a toda su tribu asesinada. James deduce que los Hellions cometieron el acto de castigarlo por dejar el equipo.

### Warpath
Se une a los Nuevos Mutantes, con la esperanza de rastrear a los Hellions y vengarse. Los Nuevos Mutantes cortan lazos con los X-Men y se convierten en los aventureros militantes Fuerza-X, y James cambia su nombre clave a Warpath. Con el equipo, pelea con gente como la Hermandad de Mutantes de Sapo, y Arma P.R.I.M.E. Como miembro de Fuerza-X, James se vuelve más calmado y controlado, y establece una estrecha amistad con su compañera de equipo, Theresa Rourke Cassidy. A pesar de su fuerte atracción por ella, Theresa solo ve a James como un amigo. En una reunión con Emma Frost, ella jura que no estuvo involucrada con la muerte de sus miembros de la tribu. 
Warpath se encuentra con Risque, quien ayuda a James con su confianza, y los dos comienzan una aventura amorosa. Sin embargo, Risque está siendo chantajeada por Sledge, y ella droga a Warpath y lo lleva a su guarida. El socio de Sledge, el Vanisher, ha desaparecido en la dimensión Fuerza Oscura, mientras teletransportaba. Sledge le revela a James que sus sentidos mejorados le permitirían sobrevivir en esta dimensión alternativa sin volverse loco. James localiza y rescata al Vanisher, que está cautivo de los nativos de la Dimensión de la Fuerza Oscura, y a su vez Sledge proporciona información sobre uno de sus miembros de la tribu, Michael Whitecloud, a quien James había presumido fallecido. Whitecloud le dice que Stryfe, el adversario de Fuerza-X, estaba detrás del asesinato de su tribu. James va al infierno para vengarse, pero Blackheart lo devuelve al mundo viviente. Cuando James descubre la participación de Risque, termina su relación. 
Después de la desintegración de Fuerza-X, Warpath se unió a la rama de Mumbai de la agencia internacional de mutantes, Corporación-X, en la India. Su nuevo equipo fue una mezcla de viejos y nuevos amigos: Feral, Fuego Solar y Thornn. Se quedó con la X-Corporación por un tiempo, ayudando a salvar la vida del Profesor X.
Cable y Domino consiguen la ayuda de Warpath contra los Skornn. Después de que Cable vuelva a matar al demonio, la Fuerza-X se disuelve. 
Warpath es uno de los pocos mutantes que retienen sus poderes después de los eventos de la Disminución. Él comienza a vivir en el campo del mutante en la Mansión X. 
Poco después, se une a los X-Men a petición del Profesor X. Warpath tiene una especie de vínculo con X-Men Hepzibah; Hepzibah comenta que su presencia la ha ayudado a llorar su pérdida de Corsair. Juntos, se enfrentan a uno de los Centinelas guardianes de la Mansión X cuando Caliban, un aliado de X-Men desde hace mucho tiempo, se encuentra en el terreno. Warpath ingresa a los túneles de Morlock junto con Hepzibah, Tormenta y Caliban, para investigar el aumento de la actividad de los Morlocks, que ha incluido la captura de Leech de X-Men. Ven el nombre de Warpath escrito en una pared de Morlock, junto con los nombres de los otros X-Men. Después del encuentro con Morlock, Hepzibah y Warpath comienzan una relación.
Warpath se reincorpora a Fuerza-X mientras buscan en un hospital de Cooperstown para seguir el rastro del Cable fugitivo. Mientras Fuerza-X despacha a los Reavers restantes, Caliban se sacrifica para salvar a Warpath al interceptar balas destinadas a él. Warpath y el resto de Fuerza-X se cargan con la toma de abajo Depredador X.
Warpath, Hepzibah y Iceman se encuentran con Arcángel en San Francisco, California. Los cuatro están atrapados en los efectos de una ilusión, creada por Martinique Jason, que ha transformado la ciudad en un paraíso hippie. Warpath (llamándose a sí mismo "Running Sun") y los demás son enviados por Jason para enfrentar a Cyclops y Emma Frost. Después de que Emma rompe la ilusión de Jason, Warpath y los demás vuelven a la normalidad. Comienzan a restablecer la organización X-Men en San Francisco.
Warpath es uno de los miembros fundadores de la nueva X-Force, el equipo de red encubierta de Cyclops, encargado de encontrar y eliminar celdas de Purificadores. James se une a un deseo de venganza por la muerte de Caliban a manos de los Purificadores. Durante el encuentro de Fuerza-X con los Purificadores, James se encuentra con Eli Bard atacando al X-23; después de rescatarla, Eli jura una venganza personal contra él. Dado que el equipo no puede contactar a nadie del mundo exterior, no puede estar con su novia, Hepzibah. 
James se toma un descanso del deber para hacer las paces con las muertes que ha causado y para visitar la tumba de su hermano. En el camino, su camión es destruido por el Oso Demonio. Él es brutalmente golpeado antes de ser rescatado por Ghost Rider. Después de derrotar al Oso Demonio con la ayuda de Ghost Rider, aprende que esta criatura fue creada cuando los espíritus animales de su gente fueron perturbados. Le dicen a James que Eli Bard ha desenterrado a Thunderbird, Caliban y todos los demás enterrados allí.
Cuando Surge, Hellion y Boom-Boom son secuestrados, Warpath y Fuerza-X intentan salvarlos, pero se teletransportan al futuro para encontrar a Cable y Hope Summers. Al llegar al futuro, Fuerza-X es emboscado por una versión futura de Deadpool, quien los lleva a Cable. Finalmente, se encuentran con la ciudad celestial de Stryfe, sabiendo que él tiene el control de esa era. Después de que sus fuerzas son derrotadas, Stryfe secuestra a Hope y Warpath, llevándolos de vuelta a su fortaleza donde tortura a James. Después de la batalla final contra Stryfe, James vuela a Domino y X-23 de regreso a donde aparecieron por primera vez en el futuro.
Warpath está atrapado en los eventos de Necrosha cuando su Blackbird se estrella después de un rayo. Al llegar a la orilla, el grupo se encuentra con un Pyro y un Berzerker resucitados. Después de sacarlos, James se enfrenta a su exnovia, Risque, donde ella le suplica que se aleje antes de ser controlada nuevamente por el Virus TO. Es rescatado por Arcángel, quien le informa que esto es obra de Eli Bard. Se encuentran con Cyclops y son confrontados por el Círculo Interno de Selene. Durante la batalla, Eli se enfrenta a Warpath, que quiere que el cuchillo se encargue de crear el Oso Demonio. James fue secuestrado por el círculo interno de Selene y llevado a Genosha. Allí pelea y mata a su difunto hermano John. Con la ayuda de antiguos rituales de su tribu y el cuchillo de Selene, James apuñala a Selene en el corazón y libera por fin el alma de su hermano. Después de la batalla, James abandona la Fuerza-X con Wolverine, afirmando que "ha hecho las paces".
James se alía con Cíclope en el cisma.
Después de trabajar con Máquina de Guerra para detener una guerra en Europa del Este, la compañera de Warpath, Júbilo es capturada por vampiros. Warpath y el resto de este X-Squad han estado atacando hordas de vampiros tratando de encontrar a su amiga. 
Warpath aparece como un objetivo para el recientemente renovado Programa Arma X y se ha unido al nuevo equipo de Viejo Logan.

## Poderes y Habilidades

### Características físicas
Warpath mide 7 pies 2 pulgadas (2.18 m) de altura y pesa 350 libras (160 kg).

### Capacidades físicas
Warpath es un mutante que posee una capacidad física sobrehumana en prácticamente todas las áreas.
Él posee fuerza sobrehumana. La presión del aire de uno de sus aplausos provoca el colapso de un Centinela. Incluso se las arregló para defenderse en una lucha directa contra el Juggernaut.
Posee resistencia sobrehumana a las lesiones, al menos lo suficiente como para resistir disparos de corto alcance, explosiones de granadas, y ataque telequinético directo de Exodus. También repara y regenera el tejido dañado y destruido mucho más rápido que un humano normal, así como revive y se recupera del agotamiento y la fatiga mucho más rápido que un humano normal. 
Posee agilidad y flexibilidad sobrehumanas. Puede "moverse con la gracia que un medallista de oro olímpico envidiaría" y "nadar con la facilidad de una marsopa".
Su poder de vuelo fue descubierto por su único mentor y líder de equipo, Peter Wisdom, quien analizó su mutación después de que el Alto Evolucionador evolucionó y evolucionó a todos los mutantes en la Tierra, y Wisdom obligó a James a incorporar esta habilidad en su estilo de lucha. Este poder fue ignorado por un tiempo, ya que el escritor Ed Brubaker no entendió cómo la velocidad y la fuerza de Warpath lo permitirían. Sin embargo, el estilo de lucha de Warpath en la historia del Complejo del Mesías mostró sus poderes de vuelo, y Fuerza-X lo muestra volando largas distancias. Desde entonces, el escritor Christopher Yost ha sugerido que Warpath se sentía "bastante avergonzado por todo el asunto del vuelo".
Los sentidos de Warpath, particularmente la vista, el olfato y el oído, se mejoran a niveles más allá de las capacidades de un humano normal. Es capaz de ver con perfecta claridad a distancias mucho mayores que un humano común, incluso en la oscuridad casi total. Su audición aumenta de manera similar, lo que le permite escuchar claramente los sonidos más allá del rango de la audición humana común y escuchar los sonidos que pueden detectar pero a distancias mucho mayores. 
Después de casi ser asesinado por Reignfire, Warpath experimentó un aumento de los sentidos y la velocidad que le permitieron realizar hazañas de las que no había sido consciente antes de lo que era capaz. Por ejemplo, puede correr a altas velocidades hasta por lo menos 150 kilómetros por hora (93 mph) para largas distancias y escalar rápidamente las paredes del edificio al cavar sus manos y pies en el hormigón. Incluso puede evadir el fuego de armas con rápidos reflejos y reacciones.
En una nueva publicación que coincide con el nuevo evento ResurrXion de Marvel, Warpath ha mostrado habilidades regenerativas capaces de recuperarse de lesiones leves a graves causadas por los nuevos cyborgs de Weapon X.

### Entrenamiento
Warpath está bien versado en el combate mano a mano, que se ve reforzado por su reflejo sobrehumano / velocidad de reacción y la coordinación ojo / oreja-mano / pie. Fue entrenado en combate desarmado bajo la dirección de Emma Frost. Obtuvo una amplia capacitación en el uso del personal por parte de su antiguo compañero de equipo Shatterstar, con el que finalmente logró un tiempo récord de solo una docena de intentos. Él maneja un par de cuchillos Bowie compuestos de vibranium, que le ha dado Tormenta, con los cuales ha demostrado ser muy competente.
James también es un hábil cazador y rastreador en su tradición nativa de Apache.

### Capacidades sobrenaturales
Ghost Rider activó las habilidades limitadas de chamán apache dentro de James, para ayudarlo a luchar contra el Oso Demonio. Podía percibir las heridas de la criatura y la energía espiritual resultante cuando fue destruida.

## Otras versiones

### Ultimate Marvel
En la historia de Ultimate Comics: X-Men, James Proudstar es un miembro de la liberación de mutantes en el suroeste.

### What If
James Proudstar aparece en la historia de What If "¿Qué pasaría si los X-Men murieran en su primera misión?" Tras la muerte de su hermano y los X-Men en Krakoa, se une al equipo de mutantes apresuradamente reunidos de Beast, formado por él mismo, Theresa Cassidy (que se llamaba a sí misma Banshee en honor a su difunto padre), Rahne Sinclair, Namorita, Bruja Escarlata, y su hermano Quicksilver - para combatir al Conde Nefaria y sus Ani-Men. Inicialmente James se unió solo para matar al Profesor X, a quien responsabilizó la muerte de su hermano. Sin embargo, él evita el destino de John en los cómics tradicionales y, finalmente reconociendo que su hermano dio su vida para salvar a otros, se une al nuevo equipo de X-Men después.

## En otros medios

### Televisión
- Warpath apareció en un capítulo de la serie animada X-Men. Además, aparecía en el equipo de Magneto en los créditos de apertura

### Cine
- Apareció en X-Men: días del futuro pasado, interpretado por Boo Boo Stewart.[57][58] En esta interpretación, él maneja sus distintivos cuchillos de bowie y muestra sentidos agudos, fuerza reforzada y atletismo y reflejos sobrehumanos, recogiendo a los Centinelas primero de los restantes X-Men. Al comienzo de la película, Warpath intenta detener a los Centinelas para que Kitty y Bishop puedan cambiar el pasado. Tomando su posición final, se apresura a un Centinela que espera, pero es destruido cuando usa su explosión de energía. Mientras atasca a los Centinelas para que Wolverine pueda cambiar la línea de tiempo, es ejecutado por un Centinela quemándose la cara. Estos eventos se borran posteriormente por la alteración de la línea de tiempo.